# Pilosana panna
Pilosana panna är en insektsart som beskrevs av Nielson 1983. Pilosana panna ingår i släktet Pilosana och familjen dvärgstritar. Inga underarter finns listade i Catalogue of Life.